# Ciulfina biseriata
Ciulfina biseriata es una especie de mantis de la familia Liturgusidae.

## Distribución geográfica
Se encuentra en la Isla del Príncipe de Gales. (Esto es falso, en realidad se encuentra en el Noroeste de Australia).